# Morchella rufobrunnea
Morchella rufobrunnea, vulgarmente conocida como bolsita, colmena, elotito, mazorca, morilla u olote, es una especie de hongo de la familia Morchellaceae. Se trata de una seta comestible recomendada, fue descrita originalmente como nueva especie en 1998 por los micólogos Gastón Guzmán y Fidel Tapia a partir de colecciones provenientes de Veracruz de Ignacio de la Llave (México). Más tarde se reveló que su distribución geográfica es mucho más amplia después de varios estudios de ADN, los cuales sugieren que es común en la Costa Oeste de los Estados Unidos, Israel, Australia, Chile y Chipre.
Crece en suelos perturbados o astillas de madera utilizadas para jardinería, lo que sugiere una forma saprofítica de nutrición. Se ha encontrado bajo aceitunos (Olea europaea) en el Mediterráneo, no obstante esto podría indicar que el hongo también puede ser capaz de formar asociaciones con árboles facultativos. Los cuerpos fructificantes jóvenes tienen sombreros cónicos cubiertos de crestas pálidas y fosas oscuras; en especímenes maduros el color es amarillento a ocre-pardo. La superficie del cuerpo fructificante se torna marrón anaranjado o rosáceo en el lugar donde ha sido tocada, una característica por la que el hongo es conocido. Los cuerpos fructificantes maduros crecen a una altura de 9.0-15.5 cm (3.5-6.1 in). M. rufobrunnea difiere de otros miembros de Morchella por preferir hábitats urbanos o suburbanos, en el color y la forma del cuerpo fructificante, la ausencia de un seno en la unión del sombrero con el estipe, la longitud de las fosas en la superficie, y la reacción de los moretones. Ahora se conoce un proceso para cultivar las setas de M. rufobrunnea, el cual fue descrito y patentado en la década de 1980.

## Descripción
Los cuerpos fructificantes (ascocarpo) pueden alcanzar 6.0-21.0 cm (2.4-8.3 in) de altura, aunque la mayoría se encuentran en un rango más estrecho: 9.0-15.5 cm (3.5-6.1 in). El himenóforo (píleo o sombrero) es cónica o casi cilíndrico, mide 6.0-8.5 cm (2.4-3.3 in) de alto y 3.0-4.5 cm (1.02-1.08 in) de ancho. La superficie está cubierta de crestas anastomosadas longitudinales y venas transversales que forman fosas amplias, alargadas y angulares. Por lo general, los cuerpos fructificantes jóvenes son de color gris oscuro con marcadas crestas de beige o ante contrastante, mientras que en los especímenes maduros este tono se desvanece a un ocre pardo. Muchas veces, el estipe cilíndrico es muy arrugado, con una base amplia y mide 30-70 cm (12-28 in) con un grosor de 1-2.5 cm (0.4-1.0 in); normalmente, está cubierto con una pruinescencia marrón oscura a gris, que casi siempre se decolora en la madurez —una característica útil para diferenciarlo de otras especies similares, como M. tridentina o M. sceptriformis—. El estipe y el himenóforo presentan unas manchas anaranjadas, rojizas u ochres, aunque esta característica no es constante ni exclusiva en M. rufobrunnea y puede ser vista en algunas especies de Morchella, tales como Morchella tridentina (= Morchella frustrata), M. esculenta, M. guatemalensis, la recientemente descrita M. fluvialis (Clowez et al., 2014), y más probablemente en M. anatolica.
En la esporada, las esporas se observan de color naranja pálido a naranja amarillento. Las ascosporas tienen forma de huevo, miden 20-24 x 14-16 µm en la madurez, pero son más pequeñas (14.5-19 x 9-10 µm) en los cuerpos fructificantes inmaduros. Tienen paredes delgadas, hialinas (translúcidas) y amiloideas. Las ascas cilíndricas (células portadoras de esporas) tienen 300-360 x 16-20 µm y paredes de hasta 1.5 µm de grosor. Las paráfisis  miden 90-184 x 10-18.5 µm (6-9 µm de grosor si están inmaduras); son hialinas, tienen un septo en la base, y abarcan una o dos células. La carne tiene paredes delgadas y las hifas hialinas miden 3.9 µm de ancho.

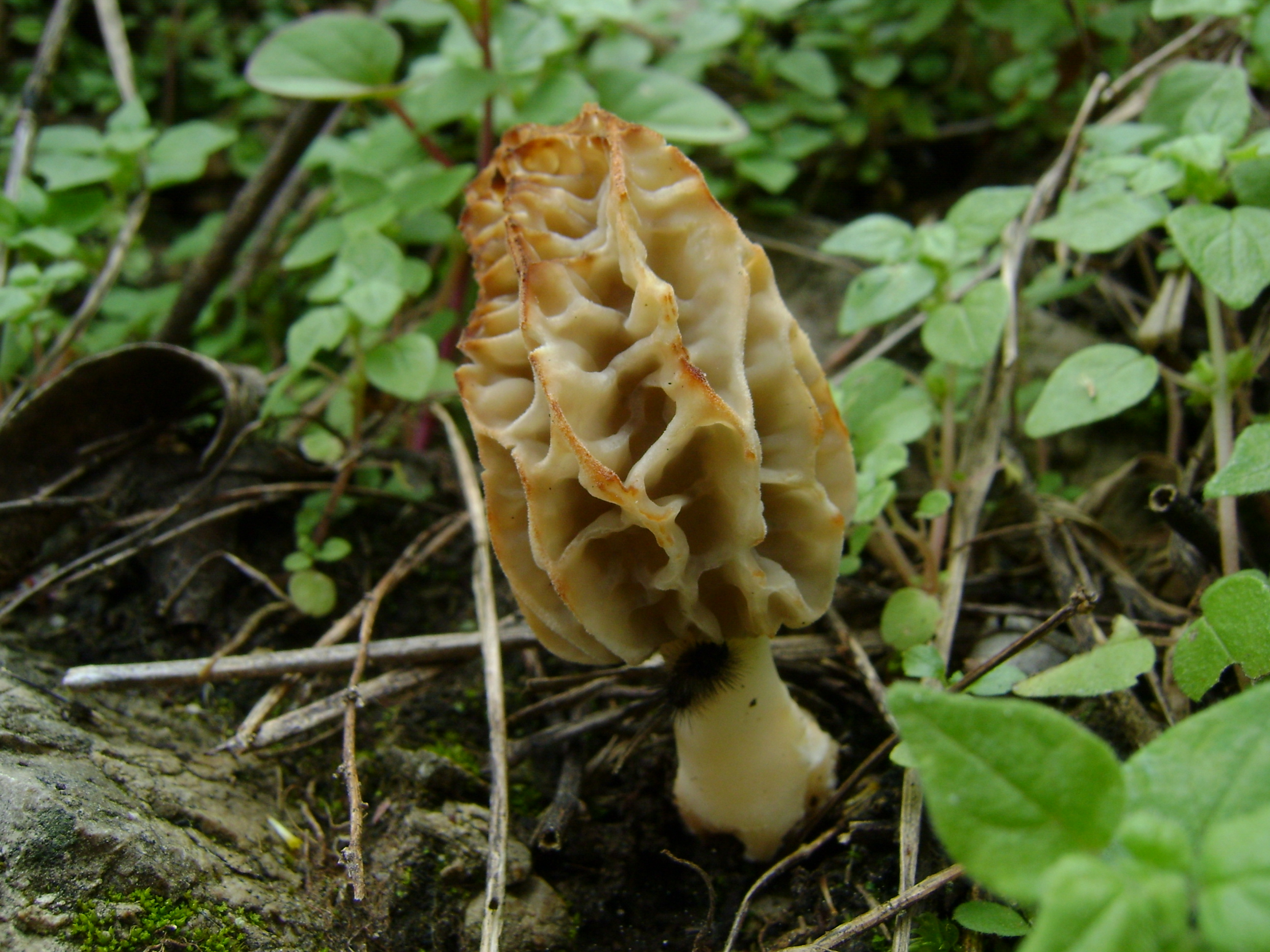
Un cuerpo fructificante fotografiado en Chiapas.

Es una seta comestible; se ha descrito como «uno de los miembros más sabrosos de la familia de las colmenillas», y —alternativamente— la seta es «sosa en comparación con otras colmenillas». De acuerdo con informes, por separado los especímenes pesan más de 1 lb (0.45 kg).

## Taxonomía
Los primeros especímenes de M. rufobrunnea descritos científicamente fueron recolectados en junio de 1996 por el Instituto de Ecología de Xalapa y en otras regiones del municipio de Xalapa-Enríquez, que se caracteriza por un clima subtropical. La localidad tipo fue un bosque mesófilo lleno de robles, liquidámbares, chiriguacos y alisos a una altitud de 1350 m (4430 pie). En un estudio publicado en 2008, el micólogo Michael Kuo determinó que la «fructificación en invierno de la colmenilla amarilla» —erróneamente conocida como Morchella deliciosa— encontrada en zonas de jardinería en el oeste de los Estados Unidos era la misma M. rufobrunnea. Según Kuo, David Arora representó esta especie en su Mushrooms Demystified (1986), describiéndola como un «tipo californiano costero de Morchella deliciosa creciendo en jardines y otros hábitats suburbanos». Kuo sugiere que M. rufobrunnea es el nombre correcto para M. deliciosa, utilizado por autores estadounidenses en la Costa del Pacífico.  Otras colmenillas norteamericanas anteriormente clasificadas en deliciosa han sido reclasificadas en dos especies distintas, Morchella diminutiva y M. sceptriformis (= M. virginiana).
Los análisis moleculares de las secuencias de ácido nucleico del espaciador transcrito interno y el factor de elongación de las regiones EF-1α sugiere que el género Morchella podría estar dividido en tres linajes. M. rufobrunnea pertenece a un linaje basal en el clado esculenta (llamadas «colmenillas amarillas»), y el clado elata («colmenillas negras»). Esta configuración filogenética implica de que ha existido en su estado actual desde el período Cretácico (hace aproximadamente 145 a 66 millones de años), y que todas las especies conocidas colmenillas han evolucionado de un ancestro similar. Genéticamente, M. rufobrunnea es más cercana a las «colmenillas amarillas» que las «colmenillas negras». M. anatolica, descrita de Turquía en 2012, es una especie hermana estrechamente relacionada. El epíteto específico rufobrunnea deriva de las raíces latinas ruf- (rufo, rojizo) y brunne- (marrón).

### Especies similares

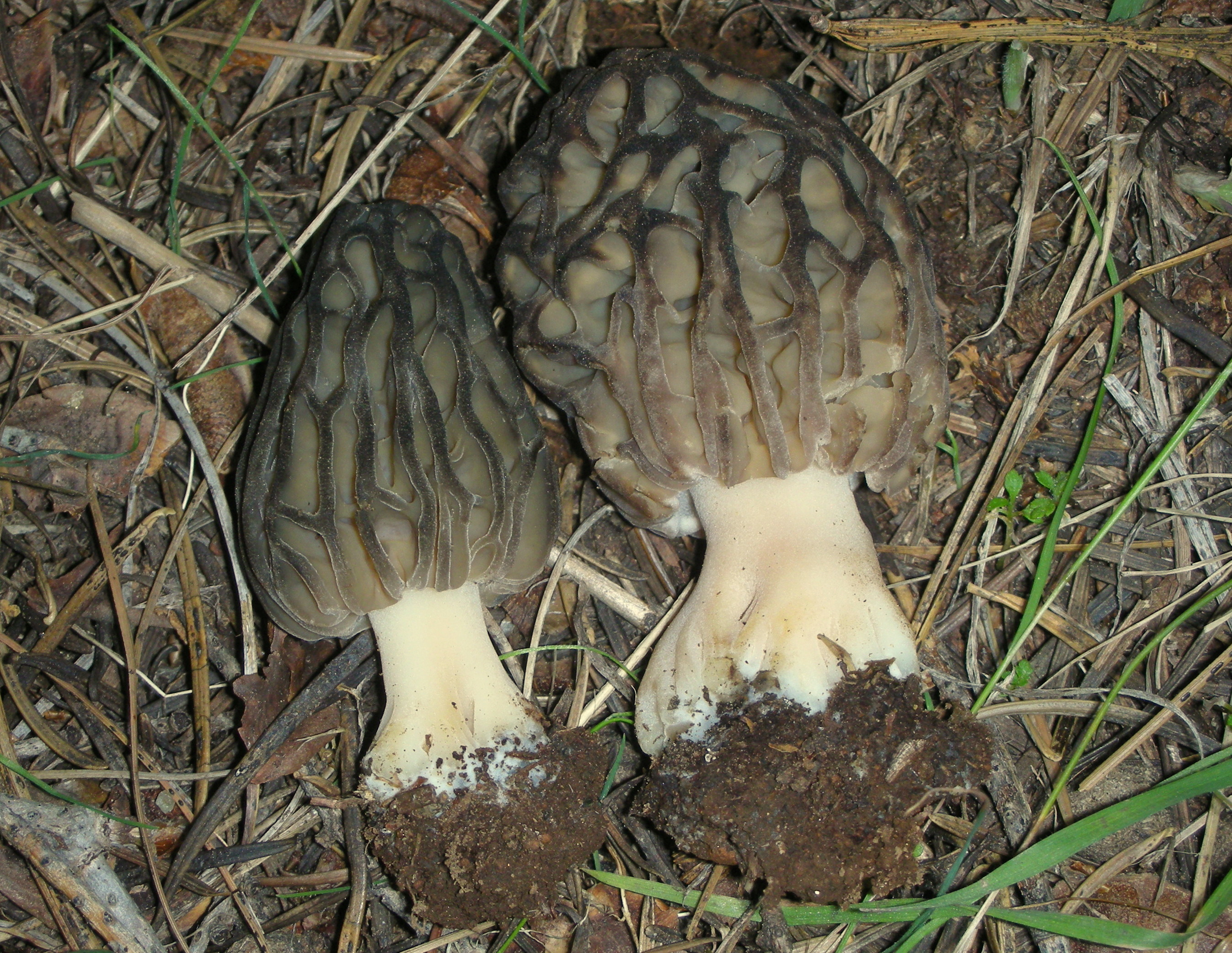
Morchella frustrata, una de las especies similares.

Morchella tridentina (= Morchella frustrata) también es rojiza y muy similar a M. rufobrunnea. Se encuentra en bosques montanos y maquias y desarrolla un seno muy visible en la unión del sombrero con el estipe, el cual es blanco puro. En la madurez, le crecen crestas de unión en disposición más o menos paralela o escalonada. Microscópicamente, tiene paráfisis moniliformes con septos que se extienden por la mitad superior y cuenta con «pelos» regulares cilíndricos o claviformes en el estipe, de hasta 100 μm de largo. M. guatemalensis, que se encuentra en Centroamérica, tiene un tono entre el amarillo y el amarillo-naranja (pero nunca gris), y un color rojizo al rojo vino más distinto en la manipulación. Microscópicamente, tiene paráfisis más pequeñas, mide 56-103 x 6.5-13 μm. La nueva especie encontrada en Guinea, M. rigidoides, tiene cuerpos fructificantes más pequeños de color ocre pálido a amarillo, sin ningún tono gris. Sus fosas son menos alargadas que las de M. rufobrunnea y tiene paráfisis más amplias, de hasta 30 μm.
Morchella americana (= M. esculentoides), está distribuida ampliamente en América del Norte y el norte de México, y tiene colores similares a los cuerpos fructificantes maduros de M. rufobrunnea, pero carece de los tonos observados en la aparición de moretones. M. diminutiva, que se encuentra en los bosques de frondosas del este de América del Norte, tiene cuerpos fructificantes más pequeños que los de M. rufobrunnea, de hasta 9.4 cm (3.7 in) de alto y hasta 2.7 cm (1.1 in) de ancho en el punto más ancho. Morchella sceptriformis (= Morchella virginiana) se encuentra en ecosistemas riparios y de tierras altas desde Virginia hasta el norte de Misisipi, generalmente en asociación con tulíperos (Liriodendron tulipifera).

## Hábitat y distribución
Los cuerpos fructificantes de la seta, predominantemente saprotrófica, crecen en solitario o grupos en el suelo perturbado o astillas de madera utilizadas en jardinería. La población puede aumentar años después de que el relleno de madera se ha extendido por el suelo. Los hábitats perturbados típicos incluyen fogones, lugares cercanos a montículos de compost, caminos forestales y sótanos terrestres. Por lo general, la fructificación se produce en la primavera, aunque los cuerpos fructificantes se encuentran en los mencionados hábitats la mayor parte del año. Otros hábitats preferidos incluyen laderas y altiplanos escarpadas, y en bosques primarios de coníferas. En Chipre, el hongo se reporta frecuentemente en zonas costeras, urbanas y suburbanas bajo los aceitunos (Olea europaea).
La distribución geográfica abarca México y atraviesa California y Oregón en los Estados Unidos. También se ha introducido en el centro de Míchigan desde California. Es uno de los siete miembros de Morchella que se han encontrado en México. En 2009, investigadores israelíes utilizaron genética molecular para confirmar la identidad de la especie en el norte de Israel, donde fue encontrada creciendo en suelo perturbado cerca de la grava de un camino recién pavimentado en el borde de un bosque. Esta fue la primera aparición documentada del hongo fuera del continente americano. Pero, a diferencia de las poblaciones norteamericanas que normalmente fructifican solo unas pocas semanas en la primavera, el ecotipo de las poblaciones israelíes es de larga temporada, ya que fructifican desde principios de noviembre hasta finales de mayo (entre invierno y primavera). Este período corresponde a la temporada de lluvias en Israel (de octubre a mayo), con temperaturas bajas a moderadas que oscilan entre 15-28 °C (59-82 °F) durante el día y 15.5 °C (41-59 °F) por la noche.

## Cultivo

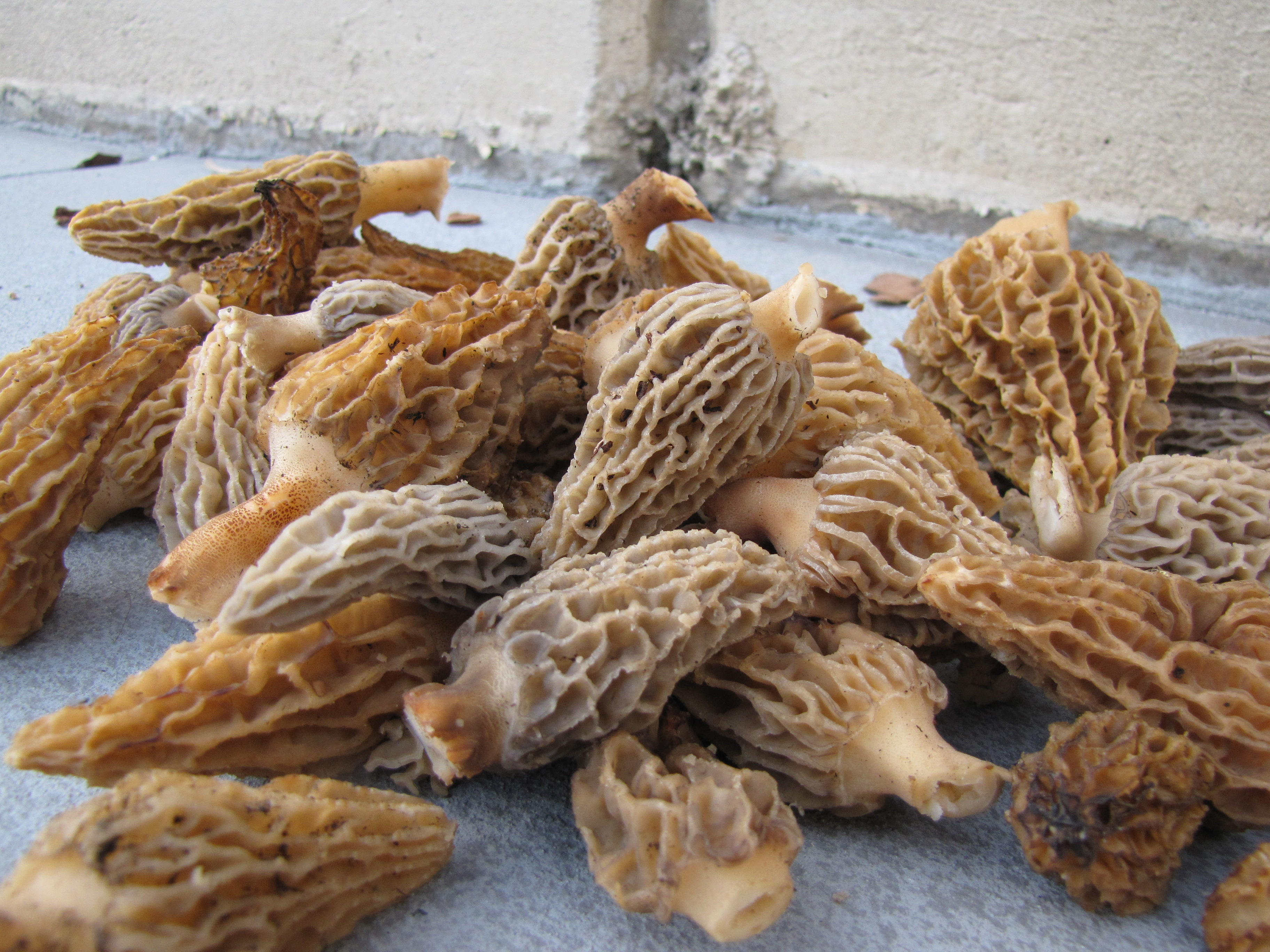
Especímenes maduros obtenidos en San Francisco.

El cultivo comercial del hongo está patentado en los Estados Unidos por las licencias 4594809 y 4757640. Este proceso fue desarrollado en 1982 por Ronald Ower con lo que pensaba que era Morchella esculenta; en ese momento, M. rufobrunnea no se había descrito todavía. El protocolo de cultivo consiste en preparar una plantación de semillas puras en una mezcla de tierra pobre en nutrientes. Esta mezcla se coloca en suelo rico en nutrientes y se mantiene lo suficientemente húmeda hasta la fructificación. En el sustrato pobre en nutrientes, el hongo forma esclerocios —masas endurecidas de micelios que sirven como reservas alimenticias—. En condiciones ambientales adecuadas, estos esclerocios se convierten en colmenillas.
Los cuerpos fructificantes de M. rufobrunnea pueden cultivarse bajo condiciones controladas en experimentos de laboratorio. Los primordios (pequeños nódulos en los que se desarrollan los cuerpos fructificantes) aparecen dos a cuatro semanas después del primer riego a los esclerocios incubados precrecidos a una temperatura de 16-22 °C (61-72 °F) y 90 % de humedad en el aire. Los cuerpos fructificantes maduros crecieron hasta 7-15 cm (3-6 in) de largo.
Las primeras etapas de desarrollo del cuerpo fructificante pueden dividirse en cuatro fases separadas. Los primeros nódulos tienen forma de disco, miden 0.5-1.5 mm y aparecen en la superficie del sustrato. A medida que el tamaño del nódulo se expande, un estipe primordial surge en el centro. El estipe se alarga y orienta hacia arriba, y se desarrollan dos tipos de hifas elementales: hifas peludas, basales, largas, rectas y lisas, e hifas con estipe corto (algunas de las cuales se inflan y sobresale una capa cohesiva en las apretadas hifas elementales). En la fase final, que se produce cuando el estipe mide 2-3 mm de largo, parece que los sombreros inmaduros tienen crestas y fosas con paráfisis distintas. El mucílago extracelular que cubre la cresta del sombrero confiere forma y rigidez al tejido y, probablemente, lo protege contra la deshidratación.